# Jarynówka (rejon sarneński)
Jarynówka (ukr. Яринівка, Jaryniwka) – wieś na Ukrainie, w obwodzie rówieńskim, w rejonie sarneńskim, w hromadzie Sarny. W 2001 liczyła 877 mieszkańców.
W okresie międzywojennym wieś znajdowała się w granicach II RP, wchodząc w skład gminy Niemowicze w powiecie sarneńskim, w województwie wołyńskim.